# Casa tomada
Casa tomada es un cuento del escritor argentino Julio Cortázar. Se publicó por primera vez en 1946, en el número 11 de la revista dirigida por Jorge Luis Borges Los Anales de Buenos Aires; y después fue recogido en el volumen Bestiario, de 1951. El cuento —un ejemplo temprano de las narraciones fantásticas cortazarianas— comienza de manera realista e introduce paulatinamente un ambiente de distorsión de las leyes naturales.
Es quizá el cuento de Cortázar que mayor cantidad de estudios ha generado. Entre los recursos que se harían habituales en el cuento de Cortázar se cuentan el uso de signos gráficos (en este caso, paréntesis) como reflejo de la censura. Cortázar se basó en una casa de la ciudad de Chivilcoy —todavía en pie sobre las calles Suipacha y Necochea— para la casa presente en el cuento.

## Argumento
En la narración de uno de los protagonistas (narrador autodiegético) se nos cuenta la historia de dos hermanos (Irene y el narrador), quienes siempre han permanecido juntos en una casa colonial muy antigua, a la cual han dedicado su vida para mantenerla y cuidarla. Ninguno de los dos se ha casado bajo el pretexto de cuidar la casa y les asquea la idea de que un día, cuando ellos mueran, primos lejanos la vendan para enriquecerse. Después de una detallada descripción de la casa y de las meticulosas costumbres de sus habitantes, encontramos el nudo: a causa de unos extraños ruidos imprecisos (susurros lejanos, el volcar de una silla), estos dos hermanos tienen que ir abandonando partes de la casa las cuales son «tomadas» por los intrusos. Las incursiones de estos acaban por tomar toda la casa y los hermanos tienen que irse, tirando la llave por la alcantarilla. 

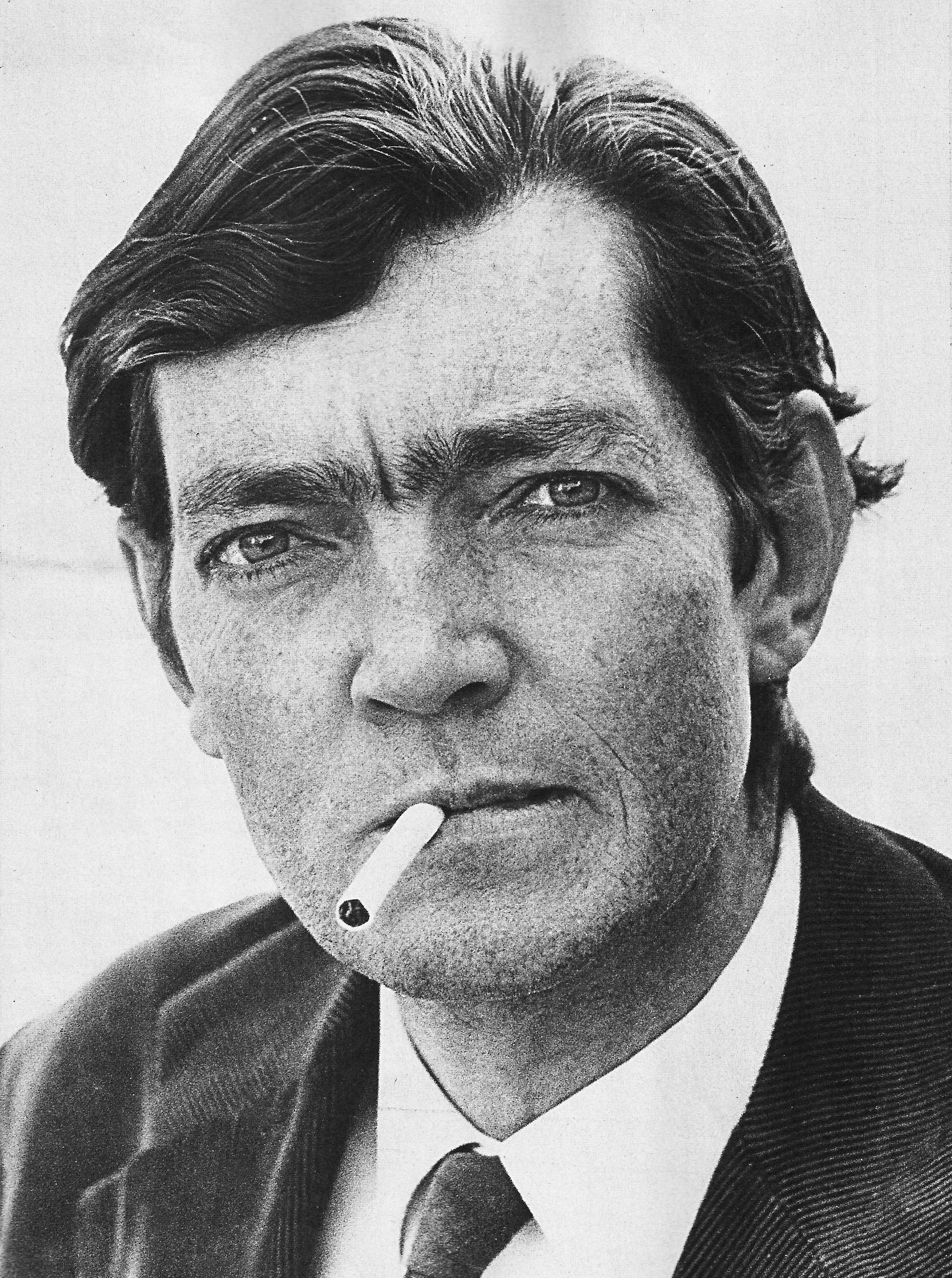
Julio Cortázar.

¿De qué naturaleza son estos intrusos? De todos modos es sorprendente con qué facilidad y resignación los dos hermanos abandonan la casa, su casa, la que los ha mantenido unidos y a la que han dedicado tanto tiempo, sin siquiera intentar luchar o averiguar quiénes «tomaron» la casa.
Al narrador, al igual que a su hermana, le gusta la casa por ser espaciosa y antigua y, además, por guardar los recuerdos de su familia. Él es un hombre culto, amante de la literatura francesa, lo que reflejaría su admiración por la cultura europea y, en cierto modo, su oposición a la cultura popular rioplatense. Ella, una mujer tranquila y sencilla a la que le gusta pasar el día tejiendo. Ambos viven la situación como si nada estuviera pasando, no se sienten asustados, se toman la apropiación de la casa por lo desconocido como algo normal e irremediable.
Viven solos, tan solo acompañados por lo que se apodera de la casa. Realizan las tareas de limpieza juntos, cooperando por igual. No trabajan, el dinero les llega de los campos que, posiblemente, poseen. En vez de hermanos, su relación parece más bien la de una pareja bien avenida.
Los dos se caracterizan por no evolucionar en carácter a lo largo de la obra. Siempre se comportan igual, siguiendo la rutina del día a día, como ajenos a la situación que están viviendo.
La casa está ubicada en Argentina, por lo tanto la acción transcurre en ese país, pero esto no aporta ningún significado a la obra. Las indicaciones espaciales son mínimas, solo se conoce el país por lo que comenta el protagonista en algunas ocasiones, lo único que importa de que la acción ocurra en Argentina es que, a causa de esto, el protagonista no puede comprar novedades en literatura francesa, que tanto le gusta, porque desde 1939 no llega nada valioso a causa de la Segunda Guerra Mundial. Esta fecha es también la única que nos sitúa un poco en el tiempo histórico.
A lo largo de Casa tomada, Irene y el narrador se encuentran amenazados por un murmullo externo y en vez de enfrentar este conflicto, se repliegan cada vez más hasta finalmente quedar fuera.  Esta acción de repliegue restringe la rutina que poseían originalmente los personajes.  Viendo esto desde un aspecto sociológico de la época del peronismo, según Luis Alberto Romero, uno ve que el fragmento hace alusión a la relación de la sociedad normalizada con el orden instalado. Casa tomada cumple el protocolo típico de un cuento neofantástico de Cortázar, ya que hay un elemento externo, no necesariamente sobrenatural, que distorsiona un orden preestablecido.
En cuanto al tiempo narrativo, la acción que narra transcurre en más tiempo del que aparenta, tan solo cuenta los hechos más importantes, es decir, el avance en la posesión de la casa, y, también, la descripción de esta y de su hermana. El tiempo es lineal ya que sigue un orden cronológico.

## Interpretaciones

### Interpretación
Casa tomada expresa una sensación de invasión. Sin embargo, la particularidad de este cuento reside en la existencia de múltiples análisis; algunos análisis incluyen elementos psicoanalíticos al sugerir que la casa representaría para los hermanos el útero materno del cual no quieren salir por miedo al exterior. También puede ser que esos hermanos representen a las generaciones intolerantes con las nuevas generaciones o con la juventud que los desplaza lentamente en el tiempo; o tal vez huyan asustados ante la «presencia» de antepasados que los atormentan. Por otra parte, existen análisis que le otorgan una atmósfera de religiosidad a través de la observación de los «rituales» u ocupaciones cotidianas y el enclaustramiento de los hermanos. Y hasta se llegaron a establecer analogías entre estos dos hermanos con la historia bíblica de Adán y Eva expulsados del Paraíso.
Ya sea que se considere a esa amenaza (ruidos extraños) como algo interno o externo, todas las hipótesis coinciden en el elemento dual «invasión-expulsión» como central en el relato. [cita requerida]

### Hipótesis Sebreli
Otra interpretación de Juan José Sebreli que data de comienzos de la década de 1960. Se trata de una interpretación antiperonista. Sin embargo Cortázar rechazó en múltiples oportunidades que su cuento trate de una crítica políticade los hechos que será retomada luego por el escritor Germán Rozenmacher en su cuento Cabecita negra, en este último caso como crítica a los sectores sociales medios y pequeñoburgueses de Buenos Aires. Según la lectura de Sebreli, la casa no es otra cosa que el país (Argentina), las fuerzas extrañas que toman la casa serían los sectores populares sobre el poder político de la época, concretamente representados por el peronismo, y los hermanos que viven de la renta agraria y admiran la cultura europea serían los miembros de la clase aristocrática en decadencia e impotente frente a ese avance. El hecho de que los dueños de la casa sean hermanos hablaría a su vez de una relación incestuosa (o, en términos de una clase social, de relaciones endogámicas, propias de las élites que tienden a comportarse más como castas). La imagen de Irene tejiendo incesantemente remite, finalmente, a Penélope en espera de Ulises. En una entrevista Cortázar aceptó esta interpretación simbólica aunque aclaró que no había sido su idea original.

## Personajes
1. Narrador: Tiene aproximadamente 40 años y vive en la casa colonial vieja con su hermana Irene. Ellos han vivido en esa casa desde su infancia y se ayudan con la limpieza y mantenimiento de la misma. Él es un buen hombre, culto e inteligente quien intenta ayudar a su hermana con todo lo que puede. Además, le gusta la literatura francesa.
2. Irene: Hermana del narrador. Este último la describe como «nacida para no molestar», ya que es callada y buena trabajando en sus tejidos. Ella tuvo dos oportunidades de casarse, pero rechazó a ambos pretendientes. 

### Incidental
1. María Esther: Este personaje es la fallecida pretendiente del narrador.

### Elementos
1. La casa: Situada en la Ciudad de Buenos Aires, Argentina, es una casa muy vieja en donde los personajes han vivido su infancia. Es una casa muy grande y espaciosa, pero el terreno donde se encuentra tiene un valor mayor al de la casa. La casa es uno de los elementos principales del cuento, ya que tiene la facultad de guardar recuerdos. Además, en el cuento se hace referencia a la casa como «ella», cuando dice que «era ella la que no nos dejó casarnos». 
2. Puerta de roble: Es un simbolismo de lo impenetrable y del encarcelamiento. Los personajes cierran la puerta y se excluyen a sí mismos de una sección de su propia casa. El ente del cual se están protegiendo pronto los hace prisioneros ya que su presencia les impide ir a la parte «tomada».

## Secuencia de acciones
1. El narrador nos cuenta acerca de la historia de la casa y de su rutina para mantenerla.
2. Nos habla de su hermana Irene y del rechazo a los dos pretendientes de ella.
3. Nos dice que la casa es más valiosa por sus materiales y por el terreno que por la casa en sí. Comenta que en el caso de su muerte sus primos la heredarían.
4. Describe a Irene y nos habla de su pasatiempo favorito, tejer. Él dice que ella es muy buena tejiendo y que le gustan mucho sus tejidos.
5. Él habla de su gusto por la literatura francesa y que últimamente le ha sido muy difícil encontrar esta en las librerías que frecuenta.
6. El narrador habla de que no les hace falta trabajar ya que ellos son dueños de un negocio que es manejado por otras personas en el campo.
7. Nos habla del aspecto físico de la casa y de cómo está distribuida.
8. Él dice que ellos permanecen en una sección específica de la casa y el único momento cuando la abandonan es para limpiar el resto.
9. Por primera vez se escucha un ruido en una de las secciones de la casa. El sonido es descrito como un murmullo sordo.
10. El narrador cierra la puerta de donde el escucha el murmullo y después se dirige a la cocina para avisarle a su hermana que han tomado el fondo de la casa.
11. Irene queda impactada; ellos deciden vivir «en este lado de la casa». Esto los fuerza a aceptar la pérdida de varios objetos que aún querían.
12. Al tener menos que limpiar ellos ahora poseen más tiempo libre; el narrador mata el tiempo viendo la vieja colección de estampillas de su padre.
13. De día, cuando estaban cerca del cuarto donde estaba el ente desconocido, ellos intentaban impedir que hubiera silencio y así ignorar más fácilmente la situación.
14. En la cocina se escucha un aumento en la frecuencia en la que oyen los ruidos y en qué tan fuerte el sonido se presentaba.
15. Se quedaron escuchando los ruidos de su lado de la casa hasta que el narrador toma a Irene y la lleva a la puerta principal.
16. Los ruidos se oían más fuertes, ya que la otra parte de la casa había sido tomada.
17. El narrador y su hermana van afuera, la deja y cierra la puerta de la casa con llave; luego tira la llave a la alcantarilla.

## Enlaces
- Texto íntegro de Casa tomada en Biblioteca Digital Ciudad Seva.

- Datos: Q8341841